# Danh Nhân (Cờ vây)
Meijin (名人 (Danh nhân)) là tên của giải thi đấu cờ vây quan trọng thứ nhì tại Nhật Bản, đồng thời là danh hiệu dành cho người đoạt vị trí vô địch giải cờ vây đó.

## Thông tin chung
Giải thi đấu này được tài trợ bởi tòa soạn báo Asahi, phần thưởng cho kì thủ chiến thắng là 36 triệu yên, và 10,4 triệu yên cho kì thủ về nhì.
Các kì thủ tham gia giải đấu này thuộc Viện cờ vây Nhật Bản và Viện cờ vây Kansai. Một giải đấu vòng tròn trước đó giữa chín kì thủ sẽ xác định người thách đấu tranh danh hiệu với kì thủ hiện nắm giữ danh hiệu. Mỗi năm, ba kì thủ có kết quả thấp nhất trong các trận đấu vòng tròn này sẽ bị loại. Để có suất tham dự vào giải đấu vòng tròn này, các kì thủ phải trải qua ba vòng đấu. Vòng đấu thứ nhất sẽ xác định sáu kì thủ (từ 1 đến 4 dan, 4 kì thủ từ Viện cờ vây Nhật Bản và 2 kì thủ từ Viện cờ vây Kansai) chiến thắng. Vòng đấu thứ hai giữa các kì thủ 5-9 dan với 6 kì thủ chiến thắng vòng một, chọn ra 18 kì thủ chiến thắng. Vòng đấu thứ ba diễn ra giữa 18 kì thủ chiến thắng vòng hai và 3 kì thủ bị loại khỏi cuộc đấu vòng tròn năm trước để chọn ra ba người tham dự cuộc đấu vòng tròn trong năm nay. Điểm komi là 6.5, byo-yomi là 1 phút cho mỗi nước cờ. Mỗi trận tranh danh hiệu sẽ kéo dài 8 giờ, có tất cả bảy ván để xác định kì thủ thắng cuộc. Các trận đấu vòng loại trước đó kéo dài 5 giờ mỗi trận.

## Lịch sử
Từ "Meijin" xuất hiện đầu tiên được ghi nhận là trong ván đấu của Honinbo đầu tiên, Honinbo Sansa. Một người xem ván đấu (có lẽ là lãnh chúa Oda Nobunaga) đã thốt lên "Meijin" thán phục khi Honinbo Sansa thực hiện một nước cờ tuyệt diệu. "Meijin" trong sự thán phục có nghĩa là vĩ đại. Sau đó danh hiệu Meijin được dùng cho kì thủ cờ vây mạnh nhất. Sansa đồng thời là người hướng dẫn cờ vây cho Nobunaga và Toyotomi Hideyoshi; Toyotomi là người sau đó đã đoạt chính quyền, phong tặng cho Sansa chức phẩm Godokoro, hiện nay có nghĩa là "bộ trưởng" bộ môn cờ vây.
Danh hiệu Meijin trở thành một danh hiệu sáng giá trong giới cờ vây chuyên nghiệp thời bấy giờ, những người mà với mọi chi phí về sinh hoạt hằng ngày đều do triều đình chi trả.
Danh hiệu Meijin giai đoạn này thường do các kì thủ xuất phát từ kỳ viện Honinbo, và một số kì thủ từ kỳ viện Yasui và Inoue. Không có ai từ trường cờ vây Hayashi đạt được danh hiệu này. Danh hiệu "Meijin" thường được xếp hạng là 9 dan, ở mức cửu đẳng này chỉ có một kì thủ (vì chỉ có 1 danh hiệu Meijin) nắm giữ mặc dù có nhiều kì thủ ở mức 8 dan có sức cờ tương tự 9 dan. các kì thủ 8 dan trong thời Edo được gọi là Jun-Meijin, hoặc Bán danh nhân mà việc xếp hạng dựa vào 16 kì thủ trong thời Edo.
Sau cuộc Minh Trị Duy tân, bốn gia tộc cờ vây bắt đầu tan rã vì không nhận được trợ cấp từ chính phủ.
Vào năm 1958, tòa soạn báo Yomiuri quyết định tài trợ cho cuộc thi tranh danh hiệu "Kì thủ mạnh nhất" cho các danh thủ đương thời. Vào năm 1961, tên cuộc thi đấu này được đổi lại là Meijin.
Bởi vì tòa soạn báo Yomiuri đã tài trợ cho cuộc thi Meijin của cờ Shogi, nên vào năm 1975, tòa soạn báo Asahi muốn mua quyền tổ chức giải thi đấu này. Sau vài tháng thương lượng, bản quyền đã được chuyển nhượng và tòa soạn báo Yomiuri được sở hữu quyền tài trợ cho danh hiệu mới, Kisei (Kì thánh).

## Các Meijin trong lịch sử
| STT | Kì thủ                | Năm giữ danh hiệu |
| --- | --------------------- | ----------------- |
| 1   | Honinbo Sansa         | 1612-1623         |
| 2   | Inoue Nakamura Doseki | 1623-1630         |
| 3   | Yasui Sanchi          | 1668-1676         |
| 4   | Honinbo Dosaku        | 1677-1702         |
| 5   | Inoue Dosetsu Inseki  | 1708-1719         |
| 6   | Honinbo Dochi         | 1721-1727         |
| 7   | Honinbo Satsugen      | 1767-1788         |
| 8   | Honinbo Jowa          | 1831-1839         |
| 9   | Honinbo Shuei         | 1906-1907         |
| 10  | Honinbo Shusai        | 1914-1940         |

## Truyện tranh
Trong manga Hikaru - Kì thủ cờ vây, Tōya Kōyō là kì thủ nắm giữ danh hiệu Meijin.